# Frederic Karam
Frederic Karam (Beiroet) is een Belgische architect met Libanese roots. Hij mag België vertegenwoordigen op de Biënnale van Venetië.

## Biografie
Frederic Karam zijn beide ouders waren architecten. Na de aanvang van studies informatica deed hij architectuur in Lausanne tussen 2002 en 2008.
In 2014 richhte hij het bureau Notan-Office op dat in Brussel gehuisvest is.
In 2019 ontving hij de Urban Design Practice of the Year (Build Architecture awards).

## Oeuvre (selectie)
- Triangel house[3] - Building of the Year vermelding
- Le 13ème Roof Extension
- Carmelites Extension